# Episodi di Deadloch - Uno strano genere di delitti
La prima stagione della serie televisiva Deadloch - Uno strano genere di delitti, composta da 8 episodi, è stata pubblicata su Prime Video dal 2 giugno al 7 luglio 2023, nei paesi in cui il servizio è disponibile.
| nº | Titolo originale | Titolo italiano | Pubblicazione  |
| -- | ---------------- | --------------- | -------------- |
| 1  | Episode 1        | Episodio 1      | 2 giugno 2023  |
| 2  | Episode 2        | Episodio 2      | 2 giugno 2023  |
| 3  | Episode 3        | Episodio 3      | 2 giugno 2023  |
| 4  | Episode 4        | Episodio 4      | 9 giugno 2023  |
| 5  | Episode 5        | Episodio 5      | 16 giugno 2023 |
| 6  | Episode 6        | Episodio 6      | 23 giugno 2023 |
| 7  | Episode 7        | Episodio 7      | 30 giugno 2023 |
| 8  | Episode 8        | Episodio 8      | 7 luglio 2023  |

## Episodio 1
- Titolo originale: Episode 1
- Diretto da: Ben Chessell
- Scritto da: Kate McLennan

### Trama
Quando il corpo di Trent Latham viene rinvenuto sulle rive di Deadloch, la sergente maggiore Dulcie Collins è costretta a tornare al suo vecchio lavoro investigativo, dopo essersi deliberatamente degradata e trasferita, per trascorrere una vita più tranquilla insieme a sua moglie Cath. La sua iniziale reticenza si trasforma in una forte motivazione, ma viene presto ostacolata dall'arrivo di Eddie Redcliffe, una detective poco ortodossa inviata da Darwin. Il suo approccio disorganizzato e apatico alle indagini irrita gravemente sia Dulcie che la famiglia e i soci della vittima, ma una dubbia teoria sul caso, che inizialmente Dulcie respinge come una sciocchezza, si rivela essere potenzialmente plausibile, specialmente quando si scoprono nuovi dettagli sul corpo della vittima, nonostante un iniziale tentativo da parte di Eddie di concludere frettolosamente il caso.

## Episodio 2
- Titolo originale: Episode 2
- Diretto da: Ben Chessell
- Scritto da: Kate McLennan e Kim Wilson

### Trama
Con i due fratelli Latham ora morti e i loro cadaveri entrambi senza lingua, Dulcie si convince che ci sia un legame tra i due omicidi e le strane circostanze che circondano la morte del precedente sindaco della città, Rod Dixon, avvenuta diversi anni prima. Tuttavia Eddie interroga Phil McGangus, un burbero imprenditore locale, trascinando con sé l'agente Abby in un appostamento. Così Dulcie prende in mano la situazione e sovrintende a un'esumazione drammaticamente imperfetta del corpo del sindaco, mentre Eddie vuole dimostrare a tutti i costi una contorta teoria sul possibile ritorno di un noto peso massimo della città, scomparso tempo addietro.

## Episodio 3
- Titolo originale: Episode 3
- Diretto da: Beck Cole
- Scritto da: Kate McCartney, Kate McLennan e Christian White

### Trama
Il corpo di Sam O'Dwyer, scomparso da cinque anni, appare sulla riva del lago, con la rivelazione che la sua lingua e quella delle altre vittime è stata asportata prima della morte, avvenuta per strangolamento. Con la sua teoria sul serial killer che prende consistenza, Dulcie cerca di mettersi in contatto con una profiler criminale, mentre Eddie si rifiuta di riconoscere questa tesi. La scoperta di sangue sui resti della barca di O'Dwyer non fa che aumentare l'intensa ossessione di Eddie per Phil McGangus e, per chiudere il caso il prima possibile, ordina un test del DNA di massa su tutti i cittadini maschi. Nel mentre la determinazione di Abby ad approfondire i legami tra tutte e quattro le vittime porta a una rivelazione che cambia completamente la direzione del caso.

## Episodio 4
- Titolo originale: Episode 4
- Diretto da: Beck Cole
- Scritto da: Kate McCartney e Kate McLennan

### Trama
Con Eddie ora aperta a collaborare con Dulcie alla teoria del serial killer, le due iniziano a indagare sulla famiglia e sui soci di Rod Dixon, la prima vittima. Le loro indagini vengono però rallentate da vari fattori: dalla notizia che Sam O'Dwyer non è stato ucciso nello stesso modo degli altri tre uomini, dal fastidio provato da Cath per la riluttanza di Dulcie a fornirle dettagli sul caso, dall'incessante indagine di una giornalista locale e dalla sindaca, in panico per l'autorità e il rispetto per la sua posizione che vengono minati. Intanto l'inquietudine di Abby non le fa rivelare informazioni che potrebbero rivelarsi vitali per il caso.

## Episodio 5
- Titolo originale: Episode 5
- Diretto da: Gracie Otto
- Scritto da: Kate McCartney, Kate McLennan e Madeleine Sami

### Trama
Il ritrovamento del cadavere di Jimmy Cook, crocifisso in spiaggia, distorce nuovamente le indagini e mette Dulcie ed Eddie sulla linea di tiro del commissario, il quale ordina loro di trovare un sospetto entro il tramonto. Le due si concentrano inizialmente su Mike, l'ultima persona ad aver visto Jimmy vivo ed ex ufficiale della polizia di Deadloch al momento dell'indagine sulla morte di Rod Dixon. Dopo averlo interrogato, scoprono così il suo segreto, purtroppo inutile ai fini delle indagini, ma ricavano anche alcuni indizi sul prossimo sospettato: Skye O'Dwyer, mettendo a dura prova la relazione già logora di Dulcie con una Cath sempre più appiccicosa. Anche la relazione di Abby con Simon diventa tesa, soprattutto quando l'arroganza dell'uomo inizia a danneggiare le indagini e la costringe a eseguire lei stessa i test forensi.

## Episodio 6
- Titolo originale: Episode 6
- Diretto da: Gracie Otto
- Scritto da: Kate McCartney, Kate McLennan e Anchuli Felicia King

### Trama
Dulcie è combattuta tra il suo lavoro e la sua vita privata, ora che l'amica Skye è la principale sospettata. L'intuizione di Abby aiuta la squadra a comprendere che qualsiasi nave dove potrebbe essere stato ucciso Jimmy, per poi sistemare il suo corpo sulla spiaggia, non avrebbe potuto essere ormeggiata sulla costa di Deadloch, ma più probabilmente sull'isola privata dei Carruthers. Le più grandi paure di Dulcie vengono confermate, dopo aver trovato prove che apparentemente incastrano Skye per l'omicidio di Jimmy, oltre alla mancanza di un alibi della donna per la notte della morte di suo padre. La frustrazione di Dulcie aumenta, dopo aver scoperto che le persone a lei più vicine hanno nascosto informazioni vitali, e l'indagine diventa enormemente più complicata quando una protesta al "festaval" cittadino fa emergere la tensione dei cittadini. Nel frattempo Eddie si è finalmente convinta ad abbassare la guardia e a non lasciare che il suo passato la perseguiti per sempre, mentre Miranda respinge l'offerta di Margaret di una borsa di studio e Tom tradisce un'amicizia per ottenere il favore della squadra di football.

## Episodio 7
- Titolo originale: Episode 7
- Diretto da: Ben Chessell
- Scritto da: Kate McCartney, Kate McLennan e Kirsty Fisher

### Trama
Con altre sei vittime recuperate dal lago, Dulcie ed Eddie sono inizialmente perplesse dalla mancanza di un collegamento tra questi ultimi omicidi e i precedenti, fino a quando Abby fa capire loro che il movente potrebbe essere il fatto che tutte le vittime fossero violente contro le donne. Le loro domande alle O'Dwyer e alle loro amiche rivelano un segreto di famiglia nascosto per anni, ma le due poliziotte non credono che nessuna delle donne implicate possa essere realmente la colpevole. Intanto Phil McGangus, che guida una protesta di soli uomini, si fa carico di ordinare l'evacuazione di tutti i cittadini maschi rimasti, dato che si ritiene che il serial killer sia sicuramente una donna della città. Il commissario Hastings, adirato per la decisione di lasciar andare la sospettata Skye O'Dwyer, prende in mano le indagini, ordinando l'arresto delle donne interrogate e presentando prove che all'apparenza dimostrano che ci siano loro dietro gli omicidi. Tuttavia la nuova agente della scientifica convince Dulcie ed Eddie che l'assassino possa non essere una donna, ma che piuttosto possa essere qualcuno che ora si trova sull'autobus, pieno di uomini, che sfreccia fuori dalla città.

## Episodio 8
- Titolo originale: Episode 8
- Diretto da: Ben Chessell
- Scritto da: Kate McCartney e Kate McLennan

### Trama
Dulcie ed Eddie vengono escluse dal caso, ma, insieme ad Abby e Sven, continuano segretamente le loro indagini, al di fuori della sfera di competenza di Hastings. L'arrivo di Phil McGangus nudo, sanguinante e senza lingua a Deadloch spinge Hastings a inventare una teoria secondo cui Skye è la responsabile della sparizione dell'autobus pieno di uomini e che li ha rapiti, portandoli sulla terraferma. Il lavoro di Dulcie ed Eddie porta però al ritrovamento dell'autobus, che si è schiantato giù da un dirupo: le prove dimostrano che in quel momento era vuoto e che uno degli uomini a bordo l'ha invece dirottato, portando gli altri in un luogo appartato. Mentre le protagoniste indagano tra le montagne, Eddie viene informata di qualcosa sul suo passato che rimodella la sua intera visione della vita, mentre, a Deadloch, le donne rinchiuse scoprono alcune verità familiari l'una sull'altra. Nel frattempo Miranda e Tammy scoprono che Margaret non è stata del tutto sincera e che è lei che si rifiuta da anni di restituire l'isola di famiglia alla tribù aborigena delle due ragazze: per fare ciò ha anche dovuto uccidere suo fratello e fingerne la sparizione, dato che era a favore della restituzione. La donna, dopo queste rivelazioni, muore sulla sua isola, morsa da un serpente velenoso, davanti alle due ragazze incredule. Infine Eddie e Dulcie scoprono che il serial killer è Ray, il quale, dopo aver ucciso per anni prostitute a Sydney, ha deciso di virare sugli uomini violenti, in modo tale che, in qualche maniera, le donne salvate gli fossero grate del suo operato. In conclusione, dopo uno scontro con l'uomo che termina con la sua morte, le due chiudono definitivamente il caso e si trasferiscono così a Darwin, con Cath al seguito, per indagare sulla sospetta morte del collega di Eddie, avvenuta anni prima.